# The Able McLaughlins
The Able McLaughlins — дебютный роман американской писательницы Маргарет Уилсон, впервые изданный Harper & Brothers в 1923 году. В 1924 году роман был удостоен Пулитцеровской премии. Также он победил на конкурсе романов «Премия Харпера» за 1922—23 годы, когда премия вручалась впервые. В 1936 году Уилсон опубликовала продолжение истории под заглавием The Law and the McLaughlins.
В предпубликационном описании роман позиционировался как история пионеров в Айове во времена гражданской войны, главными действующими лицами была «семья шотландских ковенантеров». Некоторые критики похвалили роман, но по-разному оценили его статус победителя престижной премии. Аллан Невинс назвал книгу «замечательной из-за целостности производимого впечатления» и добавил, что без полученной премии она была бы быстро замечена. Рецензент Boston Transcript высказал сожаление, что настолько удачный первый роман автора приходится оценивать как обладателя престижной награды. В противоположность, в New York Times высказалось несколько претензий: хотя обозревателю понравились персонажи и события, саму технику изложения он охарактеризовал недостаточно зрелой либо излишне выхолощенной. В результате переход от одной сцены к другой происходил недостаточно гладко.
Book Review Digest приводит краткий пересказ сюжета:
Уолли Маклафлин, храбрый, но немногословный молодой герой, возвращается из армии Гранта и обнаруживает, что его возлюбленная, Кристи Макнейр, стала против своей воли жертвой местного повесы, Питера Кейта.  Она скрывает своё бедственное положение от всех, но не может скрыть от Уолли. Тот раскрывает тайну с мастерской оперативностью. Уолли заставляет Питера уйти, угрожая ему смертью, женится на Кристи и признаёт отцовство её ребенка и берёт на себя вину за его позорно раннее рождение.  Питер пробирается обратно, чтобы увидеть женщину, которую он опозорил, но гнев Уолли и Кристи на него ещё не прошёл.  Уолли преследует его с ружьем, но Питер исчезает.  Затем, несколько недель спустя, Уолли неожиданно находит Питера — и месть и прощение сходятся вместе на последних страницах романа мисс Уилсон с удивительной убедительностью.
.
В отличие от драматичной истории Уолли и Кристи, рассказ об отношениях её отца Алекса и мачехи Барбары изложен в комедийном жанре: жена думает, что муж везёт её из Шотландии в замок в прерии, но обнаруживает, что жить придётся в «свинарнике».
В 1936 году журнал Time назвал роман по-прежнему наиболее заслуживающей внимания книгой Уилсон.
В описанном Уилсон иммигрантском сообществе критики находили верно подмеченные фольклорные элементы, например, как в истории Энди Макфи, который снимал ботинки практически всегда, когда не ходил, пока «умная невестка не убедила его не изнашивать шнурки с такой расточительностью».

## Комментарии
1. ↑  Можно перевести как «Способные Маклафлины», able с англ. — «способный, умелый, талантливый».
2. ↑  Можно перевести как «Закон и Маклафлины».